# サイレントヒル ホームカミング
『サイレントヒル ホームカミング』(SILENT HILL: HOMECOMING) はアメリカ合衆国のDouble Helix Gamesが開発したサバイバルホラーゲーム。
コナミから発売されている『サイレントヒル』シリーズの一作で、『サイレントヒル ゼロ』で海外企業による開発に移行してからは二作目。日本国外ではPS3とXbox 360でのダブルプラットフォームとなっている。
当初は『サイレントヒル5』の仮称で発表されていたが、最終的にナンバリングが外れ、『ホームカミング』の副題が付いた。また、プレイ感覚や登場人物の行動様式は『サイレントヒル2』に似たものになるとされていたが、実際は別物になった。
日本でも発売が予定されていたが、2009年9月10日に日本国内での発売の中止が発表された。コナミの表向きの釈明は日本市場にそぐわない商品だったためとしている。またラストボスが戦闘中突然いなくなり、ゲームがクリアできなくなる進行不能に繋がる重大なバグも報告されている。『リベレーション3D』のパンフレットでは上記の「日本市場にそぐわない内容」に加え、重大なバグの修正に費やす労力が予想売上に見合わないと判断された為だったと明かされている。

## 内容
本作では人物との会話の途中、主人公が話す内容を選択肢から選ぶというアドベンチャーゲームのようなシステムが採用されている。基本的には会話の内容が変化する程度のものであるが、一部の選択肢はエンディングの分岐に直結している。エンディングは、恒例のUFOエンディングを含めた5つのものが用意されており、それぞれクリア後に特典としてコスチュームを一つ入手できる。また、スタート時の画面でコナミコマンドを入力することで専用の隠しコスチュームが入手できる。
前半の舞台は元サイレントヒルの分村であり、主人公アレックスの故郷である「シェパードグレン」で、後半が「サイレントヒル」となる。シェパードグレンにはまだ一般人が残っており、生活や商売を行っている場面も見られる。
過去のシリーズと比較すると敵の出現頻度は少ないが、近接武器で戦うためには、弱攻撃と強攻撃を組み合わせたコンボ、敵の攻撃に合わせた回避、回避に際しての反撃などを駆使する必要があり、銃器を使用する際はサードパーソン・シューティングとなり自ら照準を合わせる必要がある。これらの要素のために戦闘の難易度が高めになっている。
過去作とも世界観を共有しているが、他の作品と違いサイレントヒルに雪ではなく灰が降っていることや、表世界から裏世界へと変貌する際の演出など、映画版『サイレントヒル』の影響が見られる。また、イベント内に非常に残酷な描写が見られるのも本作の特徴である。

## ストーリー
傷を負ったために入院していた軍人アレックス・シェパードは、自らの故郷シェパードグレンに帰郷（ホームカミング）してきた。しかし、見慣れたはずのその町は、霧に包まれ、怪物がうろつく危険な場所と化していた。
アレックスは、幼馴染みの女性エルや保安官代理ウィーラーと協力して、シェパードグレンやサイレントヒルの街を探索していき、街の異変の原因を探っていく。それと同時に、失踪した弟ジョシュアと父親アダムも探すことになる。
そして物語の中盤以降、異形の怪物のみならず、復活したサイレントヒルの「教団」のメンバーまでもがアレックス達に襲いかかる。
やがて、アレックスが軍人ではなく、精神病院の入院患者だったことが明かされる。また、「教団」を再興したのがエルの母・ハロウェイ判事であることも判明する。
ハロウェイを返り討ちにしたアレックスは教団兵士も倒してエルを救出し、ジョシュアを探すべく奥へと進む。そしてアレックスはジョシュアの死の真相を思い出し、その彼の前に最後の敵・アムニオンが現れる。
アムニオンを倒すと、その体から水浸しのジョシュアの亡骸が出てきた。アレックスはジョシュアに謝り、彼の懐中電灯を返し、立ち去っていく。
その後のエンディングはアレックスが母・リリアンが惨殺される前に介錯したか否か、アダムの懺悔に許すと答えたか否かで決定される。エンディングによってはウィーラーの生死で更に分岐する。
Smile（笑顔）
アレックスは生還し、エルと再会する。エルにあそこで何を見たのか尋ねられると、彼は「見なければならなかったものだ」と答えた。
リリアンを撃ち、アダムを許した場合のエンディング。
条件を満たすとスタッフロール後にシーンが追加される。アレックスが家の階段で濡れた足跡を発見し、それを辿って二階の部屋に入ると、ベッドの上に幼いジョシュアがいた。彼は「笑って」と言ってインスタントカメラのシャッターを切ると、一枚の写真が出てくる。それは物語序盤で見つけた、アレックスの写真だった。
In Water（水の中）
アレックスは気が付くと風呂桶に沈められており、アダムによって溺死させられる。
リリアンは撃ったが、アダムは許さなかった場合のエンディング。
Intensive Care（集中治療室）
冒頭の悪夢と同じく精神病院で拘束されたアレックス。アダムはアレックスに高圧電流を流す。
リリアンは撃たず、アダムを許した場合のエンディング。
Judgement（審判）
ブギーマンに拘束されたアレックスは彼等と同じ三角頭を被せられる。するとアレックス自身がブギーマンと化し、雄叫びを上げる。
リリアンは撃たず、アダムも許さなかった場合でウィーラーが死亡した場合のエンディング。
UFO
事件から生還したアレックスとエルだが、直後に現れたUFOにアブダクションされてしまう。その光景にウィーラーが「皆あいつらに連れて行かれたんだ！俺は知ってたぞ！」と叫ぶ。人々が姿を消したのは、彼らの仕業だったのだ。
リリアンは撃たず、アダムも許さなかった場合でウィーラーが生存している場合のエンディング。

## 登場人物
アレックス・シェパード（Alex Shepherd）
声：ブライアン・ブルーム / （幼少期）クリスチャン・ロバーツ
本作の主人公。22歳。軍人。
戻って来る前は負傷のために入院していたらしい。久しぶりに故郷“シェパードグレン”に戻ってくるが、変わり果てた町を見て驚愕し、失踪した弟のジョシュア、そして父のアダムを探す為に“シェパードグレン”と“サイレントヒル”を奔走する。
物語の終盤、彼が実は軍人などではなく、とある事故をきっかけに精神崩壊し、精神病院に入院していた患者であったことが判明する。
町を異変から守るため、生け贄として殺される運命にあったが、弟が先に事故死したため異変が起きる。シェパードグレンやサイレントヒルの怪異や復活した教団、自らの過去と運命に立ち向かっていく。
なお、彼が歴代主人公に比べて戦闘に長けているのは、父親から受けた訓練の賜物である。

ジョシュア・シェパード（Joshua Shepherd）
声：ダルトン・オデル
行方不明になったアレックスの年の離れた弟。9歳。父に溺愛されている。
度々アレックスの前に現れては逃げていく。実は数年前に既に死亡しており、今回の一連の事件を引き起こす引き金となってしまった。

アダム・シェパード（Adam Shepherd）
声：アル・バンディエロ
リリアンの夫でアレックスとジョシュアの父親。53歳。シェパードグレンの保安官の元軍人。
何故かアレックスには存在すら無視するような冷淡な態度を取り、ジョシュアを溺愛している。
ジョシュア同様行方知れずになっている。
サイレントヒルから移住した四一族が移住の際に課せられた掟として息子を生け贄にせねばならず、長男のアレックスを生け贄として選ぶが、一族の使命と父親としての情の板挟みとなり、いずれ殺さねばならないアレックスへの接し方に悩み続けていた。更にはジョシュアが事故死し、アレックスをも失うことへの恐怖に耐えかねアレックス殺害を拒んだことがシェパードグレンの異変を引き起こしてしまう。
最後は両手足を縛られた状態でアレックスと再会して謝罪の辞を述べ、息子の目の前でブギーマンに切り裂かれた。その直前、教会の懺悔室でアレックスに対する罪の意識を告解しており、これを赦すか否かがエンディングに影響する。

リリアン・シェパード（Lillian Shepherd）
声：エリザベス・ランバート
アダムの妻でアレックスとジョシュアの母親。49歳。
夫同様かつてはアレックスに冷淡な態度を取っていたが、アレックスの帰郷を憔悴しきった顔で迎える。
後に拷問器具に磔にされた状態でアレックスと再会し、拷問器具によって殺される前にアレックスの手で苦痛から解放してほしいと懇願する。ここで介錯するか否かがエンディングに影響する。

エル・ハロウェイ（Elle Holloway）
声：ラナ・バロン
アレックスの幼馴染みであり、本作のヒロイン的存在。22歳。
町からいなくなった人たちの写真を掲示板に貼り出している。妹ノーラも神隠しにあったらしく、突如怪物だらけになった町を見て驚愕する。中盤からは妹を探す為にアレックスやウィーラーと行動を共にするようになる。

ウィーラー副保安官（Deputy Wheeler）
声：フィッツ・ヒューストン
シェパードグレンの副保安官。ファーストネームは「ジェイムス（James）」。
異変を解決する為、中盤からアレックスやエルと共に行動する。刑務所の裏世界でアスフィクシアに連れ去られ、後に教団の隠れ家の一室で、両手足を椅子に縛りつけられ、ナイフを剣山のように突き刺された姿でアレックスと再会する。ここで救急キットを使って治療するか否かがエンディングに影響する。

カーティス・アッカーズ(Curtis Ackers)
声：アル・バンディエロ
偏屈なジャンク屋の男店主。41歳。自分の仕事に誇りを持っている。
実はハロウェイ判事が再興した教団のメンバーで、物語の終盤にハロウェイ判事の命令でエルを丸ノコで殺そうとするが、アレックスに殺された。
処刑の場面においてはボスキャラクターとして登場し、丸腰のアレックスを相手に丸ノコで襲い掛かってくる。
ハロウェイ判事（Judge Holloway）
声：エリザベス・ランバート
エルの母親で、シェパードグレンの判事を務める。ファーストネームは「マーガレット（Margaret）」。
異変が起きている中、冷静な行動を取っている。四一族の掟に従ってエルの妹を生け贄として殺害した張本人であり、教団を再興したのも彼女であることが、物語の終盤に彼女の口から語られる。
その直後、電動ドリルでアレックスを処刑しようとする。彼女との戦闘は提示されたボタンを連打することで勝利することができる。
最後は電動ドリルを押し返され、喉を貫かれて死亡した。

バートレット（Mayor Bartlett）
声：デビッド・アラン・グラフ
“シェパードグレン”の市長。50歳。ファーストネームは「サム（Sam）」。
町に異変が起きた後、毎日泥酔し墓を掘り起こすという奇行に出ている。掟に従い既に息子"ジョーイ"を生け贄として殺害しており、精神的に病んでいる。アレックスの目の前で最初のボスに叩き潰された。

ドクター・フィッチ（Doc Fitch）
声：デビッド・アラン・グラフ
町の男医師。55歳。ファーストネームは「マーティン（Martin）」。
立派な人物であったが、現在は錯乱を起こしその面影は見られない。掟に従い既に娘のスカーレットを生け贄として殺害しており、やはり精神的に病んでいる。アレックスの目の前でクリーチャー化したスカーレットに頭を食い千切られた。

トラビス・グレイディ（Travis Grady）
声：マイキー・オコナー
前作『サイレントヒル ゼロ』の主人公であるトラックドライバー。50歳。
悪夢から目覚めたアレックスをトラックに乗せていた。
ゲーム内では名前は明かされていなかったが、公式サイトのコンテンツの一つ「ALEX' DIARY」にて彼であることが明言されている。

教団兵士たち（The Order Soldier）
ハロウェイ判事が再興したサイレントヒルの教団（The Order）に属する私兵たち。
強制的に拉致された者と、自ら進んでメンバーとなった者がおり、登場する兵士は皆男性である。
ガスマスクや防護服を身に纏い、鉄パイプやライフルで武装しており、映画版に登場する教団兵と外見が酷似している。
クリーチャー達とは異なり、主人公と同様に回避を行う難敵。しかも、人間であるため無線機のノイズが鳴らない。
物語の中盤から敵として登場し、集団でアレックスやエルを始末しようとする。

ブギーマン（Bogeyman）
三角錐に近い五角錐の兜を被った怪人。3メートルを超える屈強な巨体を持つ男性の姿で上半身は裸。サバイバルナイフのような形をした大鉈を振り回す。
アレックスの行く先々に姿を現しては消えていく。映画版の三角頭と外見が酷似しており、アレックスと直接対峙することはない。
その正体は不明瞭だが、作中でアダムに対して強い殺意を抱いている一方で、アレックスには全く危害を加えないことから、アダムの自らを罰する潜在意識から産み出された怪物であると推測できる。
ルートによってはアレックスがこのブギーマンにされてしまうエンディングが存在する。
また、このエンディングを見る事でアレックスにブギーマンのコスチュームが追加される。

## 登場する敵
人間の敵は除く

### クリーチャー
ナース(Nurse)
シリーズ頻出のナース系クリーチャー。のっぺらぼうのような顔を除けばほぼ人間の姿をしている。
移動や攻撃は遅いが、近づくとナイフで襲い掛かってくる。明かりに反応する性質があり、ライトを消した状態ではマネキンのように動かなくなる。
スウォーム(Swarm)
脚に人間味のある蠅ようなゴキブリのようなクリーチャー。名前の意味は「群れ」や「蝟集」。
顔めがけて飛んできて張り付こうとするので振り落とす必要がある。
『サイレントヒル』や『サイレントヒル2』に登場した「クリーパー」と酷似している。ちなみに海外ではフライング・コックローチ(飛ぶゴキブリ)と言われてしまっている。
ラーカー(Lurker)
男性の姿をしているクリーチャー。意味は「潜む者」。
下半身は布のような物で縛られており、顔には縦に裂けた口があるのみ。海老反りの状態で這って移動する。水の中に潜伏している事もある。
動き方のわりに意外にも素早く、近づくと飛び掛って鋭い爪で攻撃してくる。
フィエラル(Feral)
全身の皮を剥いだような姿の犬型クリーチャー。目も肉で覆われている。
名前の意味は「野生の〜」「凶暴な」。
飛び掛かって噛みついて攻撃してくる。複数体いると強敵になる。
スモッグ(Smog)
体色は黒く、鋭い肋骨のような物の中に光る顔や肺をしているクリーチャー。
ラーカーとは逆に腕が無く、その名の通り顔からは常に煙霧（黒煙）を吐いている。
攻撃時も肺を膨らませて辺りに黒煙を撒き散らしてくる。
名前の由来は「煙（smoke）と霧（fog）の合成語」で両者が混在している状態を指す。
『2』の「ライイングフィギュア」や『ゼロ』の「ストレイトジャケット」に酷似している。
ニードラー(Needler)
手足が鎌のようになったM字開脚をし股の間に頭部がある男性のような姿のクリーチャー。
虫のように壁や天井も移動したり、柔軟な体で狭い穴から出てくる事もある。
正面からナイフなどの近距離武器で攻撃しても足の刃で防御して弾いてしまう為、通常のクリーチャーの中では屈指の強敵である。
名前の意味は「刺激する者」や「針で縫う［刺す］人」。「イライラさせる人」という意味もあったりする。
シズム(Schism)
肌が白く、肩から上の頭部全体が刃物になっており口のように縦に裂ける人間の体型のクリーチャー。
地面に横になって寝ている者も居るが、刺激を与えると目を覚まして襲い掛かって来る。見た目の通り頭を振って攻撃してくる他、腕を振り回しながら突進して来たりもする。捕まえて体を真っ二つにする即死攻撃持ちの強敵。
名前の意味は「分裂」。

### ボス・その他のクリーチャー
サイアム(Siam)
大男と若い女性を背中合わせに結合させたようなクリーチャー。体と腕が大きい。
外見は『2』の「マンダリン」や『サイレントヒル3』の「クローサー」に似ており、全身に皮のベルトのようなものが巻かれている。
要所に登場する小ボス的存在で教会では二体同時に襲いかかってくる。巨体に似合わぬ身軽な動きが可能で、棍棒状の両腕で殴ってくる。但し、ライトの光に敏感。
因みに、倒した際に入手できるトロフィー（Xbox 360版）が「Shades of James」（ジェイムスの影）であることから、『2』の「In Water」エンド後のジェイムスとメアリーの成れの果てである可能性がある。
名前の由来は「シャム双生児」の「シャム(現タイ王国の旧名)」であると思われる。
セプルチャー(Sepulcher)
巨木が人型の異形と化したもの。名は「埋葬」を意味する。
巨木だけあって非常に大きく、足がないために周囲に吊るされた肉塊を重しとして逆さまにぶらさがっている。
重しである肉塊を破壊されると地面に落下し、ラーカーと同じく這ったまま行動する。片腕で体を支えながらもう片方の腕を払ったり掴んで締め上げたりしてくる。
スカーレット(Scarlet)
フィッチの娘スカーレットの人形がクリーチャー化したもの。異様に長い手足と大きく裂けた口が特徴。
身長はアレックスを軽く越えており、足の長さだけで既にアレックスの身長ぐらいある。
戦闘時は形態が2段階に変化し、1段階目は動きの鈍い2足歩行、一定のダメージを与えると2段階目になり、四つん這いになって非常に素早くなり天井を移動するようにもなる。
『サイレントヒル アーケード』に登場した“エミリードール”に似ている。
アスフィクシア(Asphyxia)
何人もの人間の女性の体が繋がったり融合してムカデのような形態をした怪物。名は「窒息」を意味する。
見た目に反して素早く動く強敵。突進や打撃攻撃の他、名前の意味通り相手を捕えて顔を口で覆って窒息させる殺し方をする。尻のような尻尾のような部分が弱点。
アムニオン(Amnion)
本作のラストボス。名は「羊膜」を意味する。
妊婦のように腹が膨れた人間の女性の身体だが機械仕掛けであり、顔もアコーディオンのように伸縮可能で口も伸びる。更に腕の代わりに肩から6本の蜘蛛の様な長い機械の脚が生えた形態をしている。
一定のダメージを受けると、前肢を反らした第2形態に変化する。ラスボスにしては弱い。
ブギーマン(Bogeyman)
本作における三角頭。『2』のレッドピラミッドシングよりも角が少ない兜を被り屈強な体格で上半身は裸。サバイバルナイフのような形をした大鉈を振り回す。
映画版の三角頭と外見が酷似しており、アレックスと直接対峙することはない。
ルートによってはアレックスがこのブギーマンにされてしまうエンディングが存在する。
また、このエンディングを見る事でアレックスにブギーマンのコスチュームが追加される。

## 評価
Metacriticでの平均評価は、PS3版が71点、360版が70点、PC版が64点だった。
映像や雰囲気、山岡晃による音楽は賞賛されたが、ストーリーは賛否両論の評価を受け、「シリーズで最も分かりやすい」「独創的ではなく大きな驚きも無いが、不気味な世界への非常に魅力的な旅路となっている」といった肯定的な意見もある一方、「主要などんでん返しは事前に容易に予想できる」「他作品との繋がりが薄く、より大規模で未完の物語のサブプロットのようだ」などの意見もあった。
戦闘面では、従来と異なるアクション重視の作りを賞賛するレビューもあれば、不出来さやシリーズとしてかけ離れている点、セーブポイントの少なさへの不満も挙げられている。